# Astragalus aspadanus
Astragalus aspadanus är en ärtväxtart som beskrevs av Aleksandr Andrejevitj Bunge. Astragalus aspadanus ingår i släktet vedlar, och familjen ärtväxter. Inga underarter finns listade i Catalogue of Life.